# Стоуні-Брук (Нью-Йорк)
Стоуні-Брук (англ. Stony Brook) — переписна місцевість (CDP) в США, в окрузі Саффолк штату Нью-Йорк. Населення — 13 467 осіб (2020).

## Географія
Стоуні-Брук розташоване за координатами 40°54′21″ пн. ш. 73°7′39″ зх. д. / 40.90583° пн. ш. 73.12750° зх. д. (40.905957, -73.127374).  За даними Бюро перепису населення США в 2010 році переписна місцевість мала площу 15,42 км², з яких 15,06 км² — суходіл та 0,36 км² — водойми.

## Демографія
Згідно з переписом 2010 року, у переписній місцевості мешкало 13 740 осіб у 4846 домогосподарствах у складі 3653 родин. Густота населення становила 891 особа/км².  Було 5042 помешкання (327/км²).
Расовий склад населення:
| - 88,6 % — білих - 7,5 % — азіатів - 1,7 % — чорних або афроамериканців - 0,1 % — корінних американців |

До двох чи більше рас належало 1,4 %. Частка іспаномовних становила 4,4 % від усіх жителів.
За віковим діапазоном населення розподілялося таким чином: 24,0 % — особи молодші 18 років, 59,2 % — особи у віці 18—64 років, 16,8 % — особи у віці 65 років та старші. Медіана віку мешканця становила 43,0 року. На 100 осіб жіночої статі у переписній місцевості припадало 95,9 чоловіків;  на 100 жінок у віці від 18 років та старших — 93,1 чоловіків також старших 18 років.
Середній дохід на одне домашнє господарство  становив 154 685 доларів США (медіана — 132 839), а середній дохід на одну сім'ю — 176 157 доларів (медіана — 150 341). Медіана доходів становила 99 500 доларів для чоловіків та 68 250 доларів для жінок. За межею бідності перебувало 6,7 % осіб, у тому числі 3,8 % дітей у віці до 18 років та 2,8 % осіб у віці 65 років та старших.
Цивільне працевлаштоване населення становило 6772 особи. Основні галузі зайнятості: освіта, охорона здоров'я та соціальна допомога — 39,1 %, науковці, спеціалісти, менеджери — 14,8 %, роздрібна торгівля — 8,4 %, виробництво — 6,9 %.